# Refrigeració per compressió de vapor

Diagrama simple del cicle de refrigeració 1) serpentí de condensació, 2) vàlvula d'expansió, 3) serpentí d'evaporació, 4) compressor.

El mètode de refrigeració per compressió de vapor és el mètode més utilitzat actualment per a la producció de fred, tant per a processos industrials com per als sistemes de climatització.

## Història

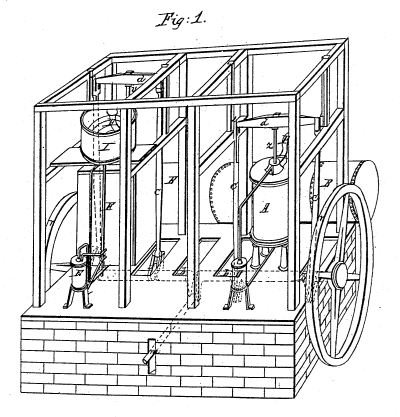
Màquina de gel de John Gorrie, 1846

El 1805, l'inventor nord-americà Oliver Evans va descriure un cicle tancat de refrigeració per compressió de vapor per a la producció d'aigua a l'espai. La calor es va eliminar de l'ambient reciclant el refrigerant vaporitzat, que es mouria a través d'un compressor i condensador i finalment tornaria a la forma líquida per repetir el procés de refrigeració de nou. El 1834, un americà expatriat a Gran Bretanya, Jacob Perkins, va construir el primer sistema de refrigeració de compressió de vapor que funcionava al món. Era un cicle tancat que podia funcionar contínuament, com va escriure en la seva patent:
| « | Estic capacitat per usar fluids volàtils amb el propòsit de produir el refredament o congelació de fluids i, tot i així, al mateix temps constantment condensant aquests fluids volàtils, i tornant-los a posar en funcionament sense residus. | I am enabled to use volatile fluids for the purpose of producing the cooling or freezing of fluids, and yet at the same time constantly condensing such volatile fluids, and bringing them again into operation without waste. | » |

El seu sistema prototip funcionava encara que no va tenir èxit comercialment. Un intent similar va ser fet en 1842, pel metge nord-americà, John Gorrie, 3 que va construir un prototip de treball, però va ser un fracàs comercial. L'enginyer americà Alexander Twining va obtenir una patent britànica el 1850 per un sistema de compressió de vapor que usava èter.

## Etapes

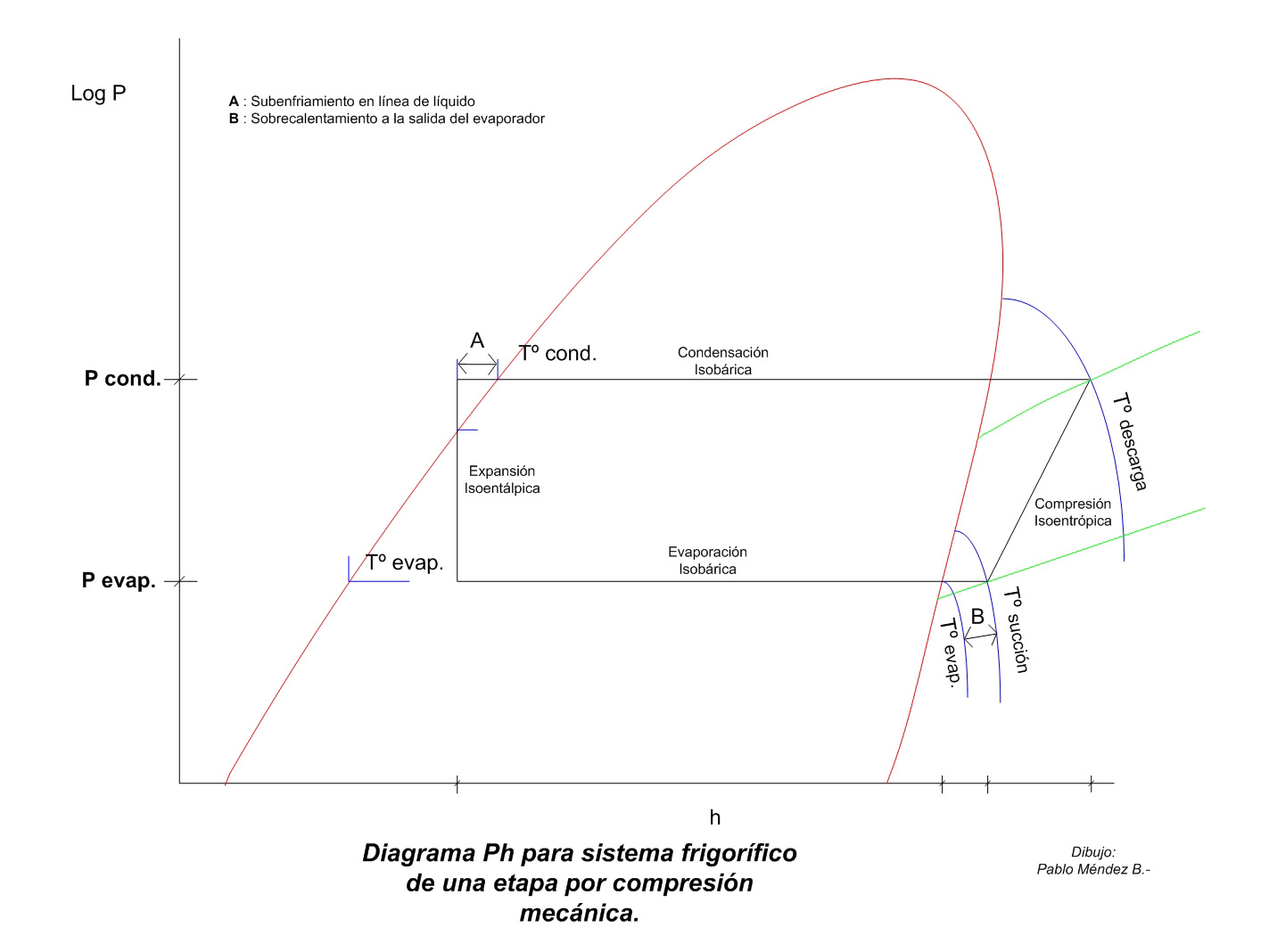
Diagrama Ph de sistema frigorífic de compressió mecànica amb sobreescalfament i subrefredament.

En aquest mètode el fluid refrigerant, recorre un cicle termodinàmic que consta de bàsicament quatre etapes: compressió, condensació, expansió i evaporació.
- Compressió: té lloc en un aparell anomenat compressor. En aquesta etapa el fluid refrigerant ha d'entrar en estat de vapor. L'efecte del compressor és augmentar la pressió del fluid mantenint l'entropia a un nivell quasi constant. La següent etapa té lloc en el condensador.
- Condensació: després de l'etapa de compressió, el fluid entra en un intercanviador de calor que fa que el fluid passe de nou a l'estat líquid. Aquest procés es desenvolupa a pressió constant i, normalment, el fluid amb qui realitza l'intercanvi és l'aire de l'ambient exterior (com ocorre en els aparells d'aire condicionat domèstics).
- Expansió: el fluid travessa una vàlvula d'expansió on baixa la seua pressió i temperatura mentre que el nivell d'entalpia roman quasi constant.
- Evaporació: és aquesta l'etapa en què es produeix el fred. El fluid refrigerant s'escalfa fins a l'evaporació, pren la calor d'un altre fluid que es refreda (l'aire del frigorífic de la nostra casa, per exemple).

A partir d'aquest punt, el cicle es repeteix de manera indefinida.